# 马家浜遗址
30°42′19″N 120°42′10″E / 30.70528°N 120.70278°E
马家浜遗址位于中国浙江省嘉兴市南湖区南湖街道天带桥马家浜村北100米的三河交叉处，2001年被列为第五批全国重点文物保护单位。2013年6月9日，浙江省文物局公布其为第一批省级考古遗址公园
马家浜遗址面积约15000平方米，于1959年3月被发现，随即对其抢救性发掘，发现有上下两个文化层，墓葬三十多座，房屋遗迹一座，出土大量陶器、石器、玉器、骨器，年代距今约6000～5500年。其文化特征鲜明且典型，被命名为马家浜文化。
- 马家浜人头骨
- 马家浜人复原头像
- 兽面形陶器耳
- 陶釜，马家浜遗址出土
- 夹砂红陶单把罐，马家浜遗址出土
- 石钺，马家浜遗址出土
- 陶盉，马家浜遗址出土